# B. K. S. Iyengar
Bellur Krishnamachar Sundararaja Iyengar (Bellur, 14 dicembre 1918 – Pune, 20 agosto 2014) è stato un mistico indiano.
È stato il fondatore del cosiddetto Iyengar Yoga nonché uno dei più famosi maestri di yoga.

## Biografia
Bellur Krishnamachar Sundara Raja Iyengar nacque a Bellur, nel sud dell'India, il 14 dicembre 1918. Il padre  Sri Krishnamachar era insegnante presso la scuola locale, la famiglia di Iyengar era povera e numerosa e l'infanzia fu segnata da molte malattie.
L'introduzione allo yoga avvenne nel 1934 grazie al cognato, T. Krishnamacharya, studioso ed esperto in materia, direttore della scuola di yoga della famiglia reale di Mysore, grazie a lui Iyengar si avvicinò alla disciplina, acquisendone rapidamente le conoscenze e posizioni.
Nel 1937 si trasferì a Pune come insegnante di yoga presso il Deccan Gymkhana Club, ma la sua permanenza terminò nel 1940 in quanto il salario era troppo basso, iniziò perciò a dare lezioni private, sebbene con scarso successo di pubblico.
Nel 1935 si sposò con Smt. Ramamani, insieme ebbero sei figli.
Durante gli anni Quaranta la sua fama di insegnante e terapeuta crebbe notevolmente e iniziò ad attirare un seguito sempre più numeroso e anche altolocato, acquisì anche il nome Guruji con cui lo appellavano i suoi allievi. Nel 1952 la notorietà arrivò a varcare anche i confini nazionali grazie al violinista Yehudi Menuhin che rimase così colpito dall'uomo e dai suoi metodi da diventare suo seguace facendolo conoscere anche in Occidente.
Iyengar morì il 20 agosto 2014, le sue pratiche e insegnamenti, noti anche come "metodo Iyengar" si sono diffusi in tutto il mondo, la disciplina da lui coltivata viene ancora oggi insegnata presso Pune dai suoi due figli, Geeta e Prashant Iyengar, presso il centro di studi yogici eretto in memoria della moglie, il Ramamani Iyengar Memorial Yoga Institute.

## Metodo
Il metodo Iyengar è divenuto famoso sia grazie al carisma del suo fondatore sia per la precisa didattica d'insegnamento della disciplina sviluppata dal maestro, questa comporta una precisione minuziosa nella descrizione delle varie posizioni (asana) e dell'allineamento del corpo durante l'esecuzione, ciò garantisce un allineamento anche dello spirito, principio base dello yoga, inoltre la massima correttezza, efficacia e bellezza della suddetta. Questo ha come fine il miglioramento costante, in modo che l'esecutore, con la pratica continua e l'esercizio, possa raggiungere una sempre migliore espressione di sé potenziando il corpo, la mente e lo spirito.
Iyengar è inoltre famoso perché per primo ha introdotto degli attrezzi nella disciplina dello yoga.